# Bruno Casanova (motociclista)
Bruno Casanova ( Cervia, 1 de junio de 1964) es un expiloto de motociclismo italiano. Campeón de Europa de 80 cc en 1986. Tuvo su mejor temporada en 1987 cuando finalizó segundo en la categoría de 125cc por detrás de Fausto Gresini. Casanova ganó un Gran Premio durante su carrera.

## Resultados

### Campeonato del Mundo de Motociclismo
Sistema de puntuación desde 1988 hasta 1991:
| Posición | 1.º | 2.º | 3.º | 4.º | 5.º | 6.º | 7.º | 8.º | 9.º | 10.º | 11.º | 12.º | 13.º | 14.º | 15.º |
| Puntos   | 20  | 17  | 15  | 13  | 11  | 10  | 9   | 8   | 7   | 6    | 5    | 4    | 3    | 2    | 1    |

Sistema de puntuación en 1992:
| Posición | 1.º | 2.º | 3.º | 4.º | 5.º | 6.º | 7.º | 8.º | 9.º | 10.º |
| Puntos   | 20  | 15  | 12  | 10  | 8   | 6   | 4   | 3   | 2   | 1    |

Sistema de puntuación de 1993 hasta 2022:
| Posición | 1.º | 2.º | 3.º | 4.º | 5.º | 6.º | 7.º | 8.º | 9.º | 10.º | 11.º | 12.º | 13.º | 14.º | 15.º |
| Puntos   | 25  | 20  | 16  | 13  | 11  | 10  | 9   | 8   | 7   | 6    | 5    | 4    | 3    | 2    | 1    |

(Carreras en Negrita indica pole position, Carreras en cursiva indica vuelta rápida)
| Año     | Clase | Moto    | 1       | 2       | 3       | 4       | 5       | 6       | 7       | 8       | 9       | 10     | 11      | 12     | 13      | 14     | 15      | Pts. | Pos. |
| ------- | ----- | ------- | ------- | ------- | ------- | ------- | ------- | ------- | ------- | ------- | ------- | ------ | ------- | ------ | ------- | ------ | ------- | ---- | ---- |
| 1984    | 80cc  | Casal   |         | NAC Ret | ESP -   | AUT -   | ALE -   |         | YUG -   | NED -   | BEL -   |        |         | RSM 15 |         |        |         | 0    | -    |
| 1986    | 250cc | Honda   |         | ESP -   | NAC -   | ALE -   | AUT -   | YUG -   | NED Ret | BEL -   | FRA -   | GBR -  | SWE -   | RSM 20 |         |        |         | 0    | -    |
| 1987    | 125cc | Garelli | SPA 4   | GER 3   | NAT 2   | AUT 2   |         | NED 2   | FRA 3   | GBR Ret | SWE 2   | CZE 2  | RSM DNS | POR -  |         |        |         | 88   | 2.º  |
| 1988    | 250cc | Aprilia | JPN Ret | USA 11  | ESP Ret | EXP 15  | NAT Ret | GER -   | AUT -   | NED 8   | BEL DNQ | YUG 15 | FRA Ret | GBR -  | SWE -   | CZE 14 | BRA Ret | 17   | 23.º |
| 1989    | 125cc | Aprilia | JPN -   | AUS Ret |         | SPA Ret | NAT 9   | GER DNQ | AUT 4   |         | NED -   | BEL -  | FRA -   | GBR -  | SWE -   | CZE -  |         | 20   | 19.º |
| 1990    | 125cc | Honda   | JPN -   |         | SPA Ret | NAT 21  | GER -   | AUT 4   | YUG 3   | NED 2   | BEL 3   | FRA -  | GBR -   | SWE -  | CZE 11  | HUN 3  | AUS 2   | 97   | 8.º  |
| 1991    | 125cc | Honda   | JPN Ret | AUS Ret |         | SPA 6   | ITA Ret | GER Ret | AUT Ret | EUR 13  | NED 8   | FRA 17 | GBR 7   | RSM 12 | CZE 10  |        | MAL 11  | 45   | 15.º |
| 1992    | 125cc | Aprilia | JPN 2   | AUS 3   | MAL 2   | SPA Ret | ITA 8   | EUR 7   | GER 1   | NED 10  | HUN 9   | FRA 6  | GBR 5   | BRA 4  | RSA Ret |        |         | 86   | 5.º  |
| 1993    | 125cc | Aprilia | AUS -   | MAL -   | JPN Ret | SPA Ret | AUT 7   | GER 7   | NED DNS | EUR -   | RSM Ret | GBR 17 | CZE Ret | ITA 18 | USA Ret | FIM 12 |         | 22   | 21.º |
| 1994    | 125cc | Honda   | AUS 16  | MAL 15  | JPN 10  | SPA 15  | AUT 13  | GER 12  | NED DNS | ITA -   | FRA -   | GBR -  | CZE -   | USA -  | ARG -   | EUR -  |         | 15   | 23.º |
| Fuente: |       |         |         |         |         |         |         |         |         |         |         |        |         |        |         |        |         |      |      |